# Trapézoèdre trigonal
Le trapézoèdre trigonal ou rhomboèdre isoédrique est le premier de la série des trapézoèdres, polyèdres à faces isométriques entre elles, duaux des antiprismes. Il possède six faces isométriques en losanges. Il est le résultat de la déformation du cube dans la direction d'une grande diagonale.
C'est un cas particulier de rhomboèdre (parallélépipède à faces losanges qui peuvent être de trois formes différentes) lorsque les faces sont isométriques. Le cube en est un cas particulier lorsque les faces sont carrées.

## Caractérisation et propriétés

Le trapézoèdre trigonal
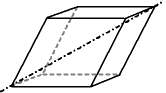
et sa grande diagonale

Le trapézoèdre trigonal possède deux sommets où les trois angles des losanges y arrivant sont égaux, nommés {\displaystyle \alpha } dans la figure ci-dessus. Les angles à chacun des six autres sommets sont {\displaystyle \alpha } et deux fois {\displaystyle \pi -\alpha }.

Animation du rhomboèdre isoédrique, avec son angle au sommet variant de 0 à 90°. Les coordonnées utilisées pour les trois sommets issus de (0,0,0) sont

On peut caractériser le rhomboèdre, à isométrie près, par la longueur d'arête {\displaystyle a} et l'angle {\displaystyle \alpha }, qui doit être strictement compris entre 0 et {\displaystyle {\frac {2\pi }{3}}}.
La diagonale joignant les deux sommets mentionnés ci-dessus, de longueur {\displaystyle a{\sqrt {3(1+2\cos \alpha )}}} est dite « grande diagonale » ; les trois autres sont de longueur {\displaystyle a{\sqrt {3-2\cos \alpha }}}.
Le volume est :
{\displaystyle V=a^{3}{\sqrt {1-3\cos ^{2}\alpha +2\cos ^{3}\alpha }}=a^{3}(1-\cos \alpha ){\sqrt {1+2\cos \alpha }}.}
Le trapézoèdre trigonal présente un axe de symétrie ternaire (rotation d'ordre 3 - angle de 120°) dans la direction de sa plus grande diagonale. Vu dans cette direction :
- les trois arêtes qui partent du sommet le plus proche, projetées dans un plan perpendiculaire à la diagonale, forment entre elles un angle de 120° ;
- les 6 sommets qui n'appartiennent pas à la grande diagonale forment 2 triangles équilatéraux, situés respectivement dans 2 plans parallèles et perpendiculaires à la grande diagonale ; ces plans coupent cette diagonale aux 1/3 et 2/3 de sa hauteur.

## Exemples
Un losange d'angle aigu {\displaystyle \alpha } et d'angle obtus {\displaystyle \beta =\pi -\alpha } donne naissance à un trapézoèdre trigonal ayant ce losange pour faces en réunissant trois angles aigus en un même sommet, et à un deuxième trapézoèdre en réunissant trois angles obtus en un même sommet. Ce deuxième trapézoèdre n'existe que si {\displaystyle \beta <{\frac {2\pi }{3}}}, soit {\displaystyle \alpha >{\frac {\pi }{3}}}.

C'est le cas, par exemple du losange d'or, qui a pour angles {\displaystyle \alpha =2\arctan {1 \over \varphi }} et {\displaystyle \beta =2\arctan \varphi }, qui donne naissance à deux trapézoèdres trigonaux appelés rhomboèdres d'or.

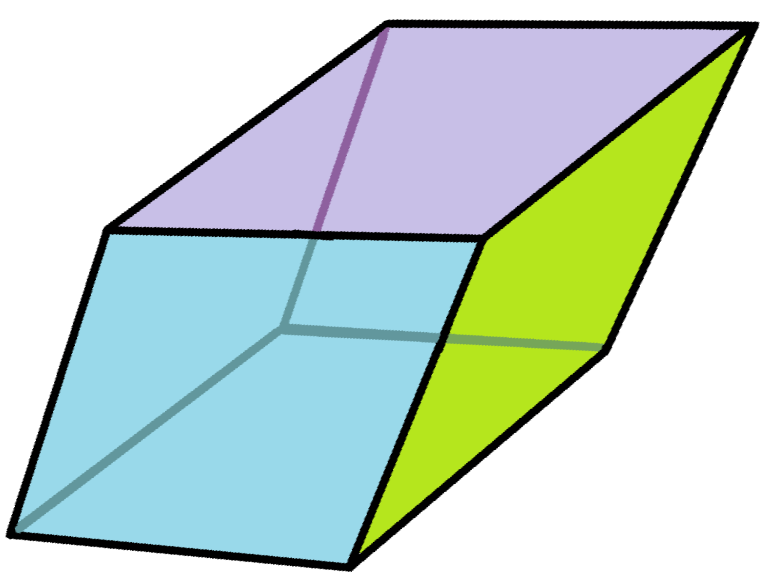
Rhomboèdre d'or aigu
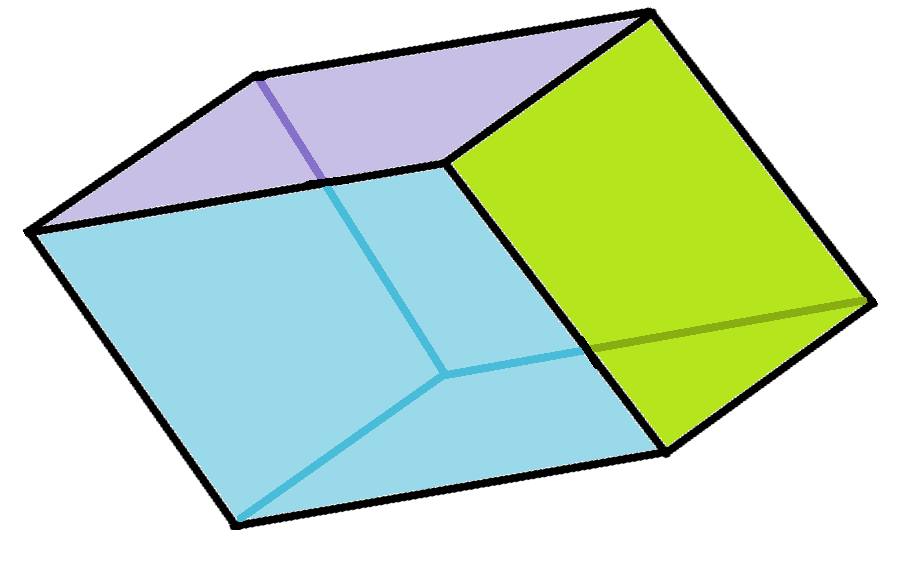
Rhomboèdre d'or obtus